# Ванчский район
Ванчский район (тадж. Ноҳияи Ванҷ) — административный район в составе Горно-Бадахшанской автономной области Таджикистана.
Образован 29 мая 1933 года.
Районный центр — селосело Ванч, расположен в 171 км севернее Хорога.

## Название
Ванч является русифицированной формой таджикского топонима Ванҷ, который в русскоязычных СМИ Таджикистана, а также на картах приводится в форме Вандж и Ванджский район.
Центр Ванчского района испокон веков называется Рохарвом (тадж. Рохарв, район назван по одноимённой реке и долине), но на всех картах обозначается как Ванч.

## География
Ванчский район расположен между Дарвазским и Язгуламским хребтами. На севере граничит с Сангворским районом, на востоке — с Мургабским районом, на юге — с Рушанским районом, на западе — с Дарвазским районом Таджикистана и провинцией Бадахшан Афганистана.
Ванчский район с северо-востока на юго-запад пересекают реки Ванч и Язгулем.

## Население
Население по оценке на 1 января 2022 года составляет 34 400 человек (100 % — сельское).
| Численность населения | Численность населения | Численность населения | Численность населения | Численность населения | Численность населения |
| 1939                  | 2018                  | 2019                  | 2020                  | 2021                  | 2022                  |
| --------------------- | --------------------- | --------------------- | --------------------- | --------------------- | --------------------- |
| 9218                  | ↗33 600               | ↗34 100               | ↘34 000               | ↗34 100               | ↗34400                |

По данным на 2009 год, в Ванчском районе проживало 30 700 чел. В долине реки Ванч население разговаривает на  ванджском диалекте таджикского языка, в долине реки Язгулям — на язгулямском языке.

## Административное деление
В состав Ванчского района входят 6 сельских общин (тадж. ҷамоат):
| Административное деление Ванчского района |                 |
| Сельская община                           | Население, 2009 |
| им. Махмадулло Абдуллоева (Ванч)          | 9804            |
| Водхуд                                    | 1944            |
| Джовидон                                  | 2975            |
| Рованд                                    | 4975            |
| Техарв                                    | 3036            |
| Язгулом                                   | 5414            |

Главой Ванчского района является Председатель Хукумата, который назначается Президентом Республики Таджикистан.
Главой правительства Ванчского района является Председатель Хукумата.
Законодательный орган Ванчского района — Маджлис народных депутатов, избирается всенародно на 5 лет.